# تیمیانکی اکونیه
تیمیانکی اکونیه (به لاتین: Tymianki-Okunie) یک منطقهٔ مسکونی در لهستان است که در Gmina Boguty-Pianki واقع شده‌است.

## خصوصیات
تیمیانکی اکونیه ۹۰ نفر جمعیت دارد و ۱۲۸ متر بالاتر از سطح دریا واقع شده‌است.